# Mega Man 4
Mega Man 4, conhecido no Japão como Rockman 4: Aratanaru Yabou!! (ロックマン4 新たなる野望!!, Rokkuman 4 Aratanaru Yabou!!), é um jogo eletrônico de ação-plataforma desenvolvido e publicado pela Capcom. Foi lançado inicialmente em dezembro de 1991 para Nintendo Entertainment System, e faz parte da série Mega Man.

## Recepção e legado
Em geral, Mega Man 4 recebeu críticas críticas positivas. Críticas contemporâneas ao lançamento do jogo pela revista dos Estados Unidos Nintendo Power e pelas publicações do Reino Unido Nintendo Magazine System e Total! declararam que Mega Man 4 tem gráficos, som e jogabilidade de alta qualidade. Mega Man 4 entrou no número 95 da lista da IGN dos 100 melhores jogos de NES, com o escritor do site Matt Casamassina elogiando sua tentativa de uma melhor narrativa e uma experiência essencialmente semelhante aos três primeiros jogos da série Mega Man.